# Marc Lejeune
Marc Lejeune (Pondrôme, 17 april 1961) is een Belgisch politicus voor Les Engagés.

## Biografie
Van opleiding bio-ingenieur, ging Lejeune eerst aan de slag als onderzoeker bij de Université Catholique de Louvain. Nadien oefende hij het beroep van bio-ingenieur uit in Algerije en Polen, om daarna directeur te worden van het Provinciaal Domein van Mirwart, waar hij zich wijdde aan het behoud van het natuurerfgoed op de 1500 hectare van de site, in de bossen van Saint-Hubert.
Zijn vader was de laatste burgemeester van Pondrôme, voor de gemeente in 1976 opging in Beauraing. Lejeune zelf werd in 2006 politiek actief voor het toenmalige cdH en werd voor deze partij in oktober 2006 verkozen tot gemeenteraadslid van Beauraing. Na zes jaar in de oppositie voerde hij bij de verkiezingen van oktober 2012 een kartellijst van christendemocraten, liberalen en onafhankelijken aan, die de absolute meerderheid behaalde. Sinds december 2012 is Marc Lejeune burgemeester van Beauraing.
In juni 2024 was Lejeune voor Les Engagés eerste opvolger op de lijst voor de federale verkiezingen in de kieskring Namen. Sinds februari 2025 zetelt hij effectief in de Kamer van volksvertegenwoordigers ter vervanging van federaal minister Maxime Prévot. Lejeune ging er zetelen in de commissie Mobiliteit, Klimaat en Energie.